# Despotato di Morea
Il Despotato di Morea (in greco Δεσποτᾶτον τοῦ Μορέως?) o Despotato di Mistrà (in greco Δεσποτᾶτον τοῦ Μυστρᾶ?) fu una provincia dell'Impero bizantino che esistette dal 1308 al 1453 e come stato autonomo dal 1453 al 1460. Il suo territorio variò in dimensioni durante i suoi centocinquant'anni di vita ma rimase per lo più circoscritto alla penisola del Peloponneso, all'epoca chiamata Morea. Questa provincia fu governata dagli eredi dell'imperatore bizantino ai quali venne dato il titolo di despoti. La sua capitale era la città fortificata di Mistra, a cinque chilometri di distanza dall'antica Sparta. Mistra divenne il più importante centro di cultura romea, e fu anche il secondo luogo di potere più importante dell'Impero.

## Storia

### Origini

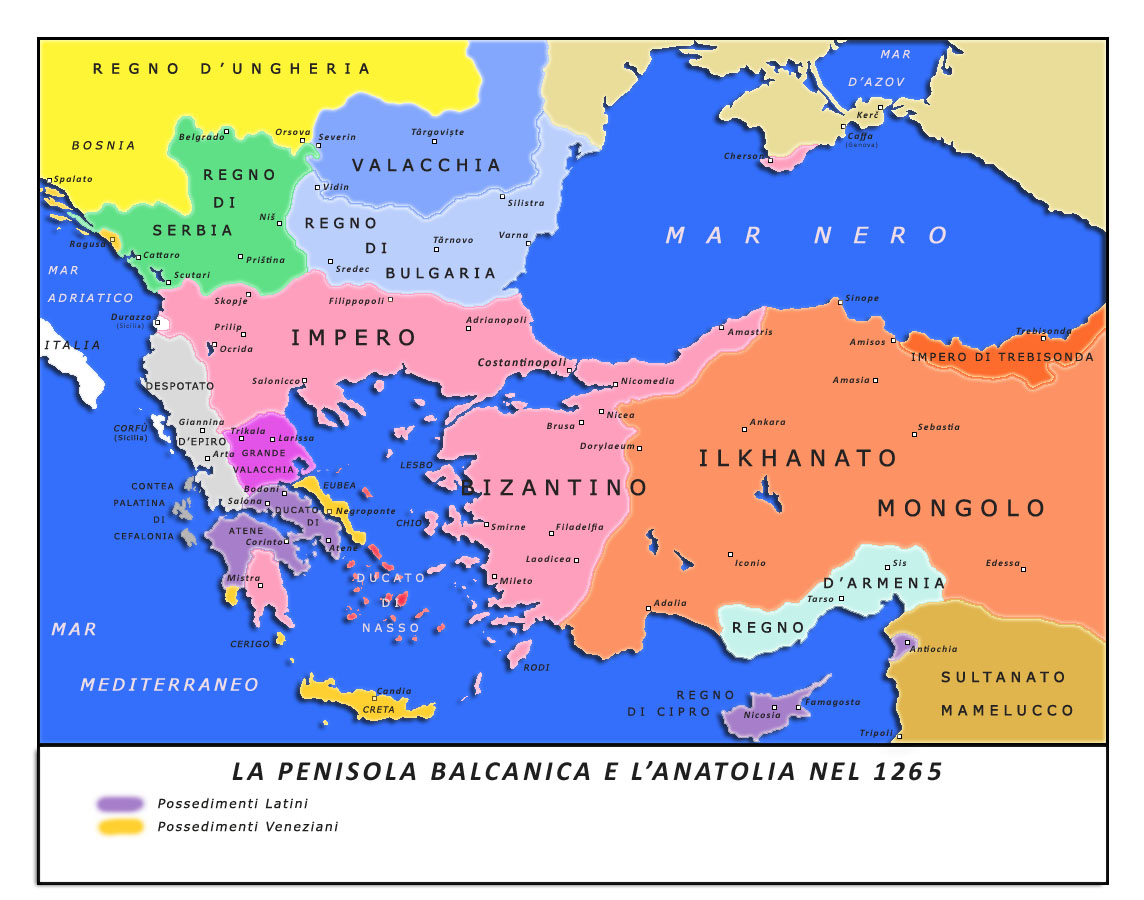
Cartina del Despotato di Morea nel 1265.

Il despotato di Morea fu creato dal territorio ceduto dal principato d'Acaia all'Impero bizantino, evento rientrante tra le conseguenze della Quarta crociata: nel 1259, Guglielmo II di Villehardouin, governatore del Peloponneso, perse la Battaglia di Pelagonia contro l'imperatore bizantino Michele VIII Paleologo e fu costretto ad abbandonare la maggior parte della zona orientale della Morea e le sue fortezze poco prima costruite. Le cessioni principali riguardarono Mistra (futura capitale), Geraki e Malvasia.
In origine la regione fu governata da arconti con un mandato annuale ma, nel 1303, l'imperatore Andronico II decise di allungare il termine di servizio del governatore in modo da garantire una amministrazione più efficiente.

### Tra Cantacuzeni e Paleologi
L'imperatore Giovanni VI Cantacuzeno, riorganizzò il territorio nella metà del XIV secolo, cedendolo in appannaggio per suo figlio Manuele e nominandolo despota (ovvero signore) della Morea nel 1349, per evitare ulteriori tumulti in un impero che era sull'orlo di una nuova guerra civile dopo pochi anni.
Mantenere il controllo del Peloponneso intero non era affatto facile. Le fortificazioni erette a difesa della regione erano poche e nella zona dell'istmo di Corinto, il punto in cui la Morea era collegata (perché ad oggi, a seguito della costruzione del canale, andrebbe considerata tecnicamente un'isola) al resto della Grecia figuravano le sole mura di Hexamilion, erette addirittura da Teodosio II per far fronte alle invasioni barbariche del V e VI secolo. Manuele possedeva un territorio bramato non solo dalla dinastia dei Paleologi che mirava al trono di Costantinopoli, ma anche dai Veneziani e dai turchi Ottomani. Nonostante questa situazione intricata, Manuele si assicurò comunque il possesso delle sue terre e provò a gettare le basi per un dominio che potesse rimanere in vita a lungo a seguito della sua dipartita. Fu nel compito di assicurarsi un successore che non riuscì ad individuare facilmente un erede, nominando infine suo fratello Matteo, con alle spalle un passato molto tribolato e che governò per brevissimo tempo. Uno dei suoi ultimi atti ufficiali fu rinunciare al titolo di despota in favore di suo figlio Demetrio I. Nel frattempo, i Paleologi erano risultati vittoriosi nella battaglia che si scatenò per il possesso dei territori imperiali ed avevano riconquistato i domini bramati, inclusa la Morea per cui fu posto a capo di essa Teodoro I Paleologo, divenendo nuovo despota di Morea nel 1383. Teodoro lo mantenne fino al 1407, consolidando il dominio di Bisanzio e stringendo accordi con i suoi vicini, particolarmente con il potente Impero ottomano. Cercò anche di rinvigorire l'economia locale, invitando gli arvaniti (di fede ortodossa ma di lingua albanese) a stabilirsi nel territorio: molti gruppi etnici minoritari, tra cui, oltre a quello sopraccitato, i valacchi e gli slavi, popolarono la regione pure oltre la caduta di Costantinopoli (1453).

### Declino

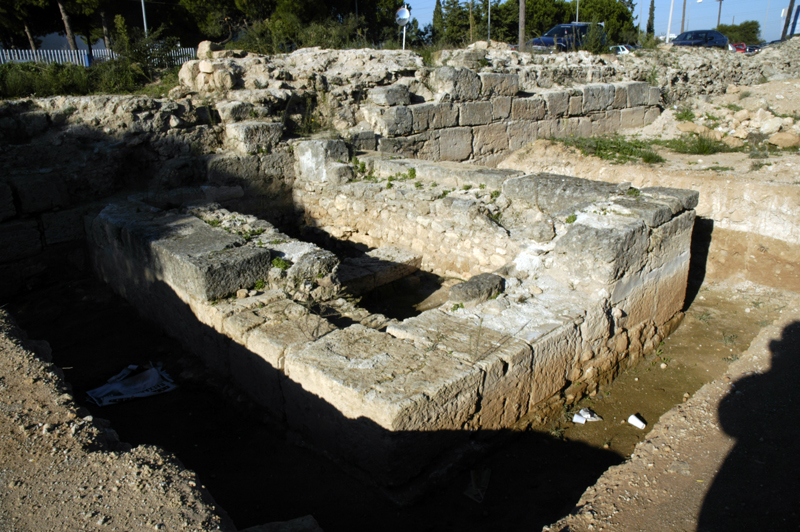
Resti delle mura di Hexamilion

A causa delle vicissitudini storiche che interessarono le aree più orientali possedute dai romei in Turchia, la presa di Costantinopoli sul Peloponneso si allentò notevolmente, consentendo ai despoti di Morea di muoversi da un punto di vista decisionale in maniera più o meno autonoma nel corso del XV secolo. Uno dei principali risultati conseguiti dai capi locali riguardò l'espansione dei confini all'intera penisola.
Nel 1446, il sultano ottomano Murad II distrusse le difese bizantine sull'istmo di Corinto, le mura di Hexamilion, rendendo più fragile la situazione geopolitica. Il suo attacco aprì di conseguenza la penisola alle invasioni. Tuttavia, Murad II morì prima di poter sfruttare l'indebolimento del nemico. Il suo successore Maometto II è passato alla storia per la conquista di Costantinopoli nel 1453. Prima di sferrare la battaglia finale, propose un accordo pacifico a Costantino XI: questi avrebbe potuto e dovuto lasciare il Bosforo assieme ai suoi fedelissimi alla volta della Morea, dove avrebbe potuto regnare senza che il sultano lo avesse contrastato. Costantino declinò, asserendo di essere pronto a dare la vita per la città piuttosto che accettare la proposta di arrendersi senza combattere. Maometto II non si fermò allo stretto del Dardanelli e assunse la decisione di avviare una serie di operazioni belliche, le quali sette anni più tardi (1460) coinvolsero il Despotato di Morea, dilaniato da lotte interne e invaso dai turchi senza grandissime asperità. Terminava in tal maniera la vita dell'ultimo frammento europeo, assieme al frammento asiatico dell'Impero di Trebisonda, dell'antico Impero Romano d'Oriente.

## Despoti bizantini di Morea a Mistra

### Dinastia dei Cantacuzeni (1349-1383)
- Manuele Cantacuzeno (1349–1380)
- Matteo Cantacuzeno (1380–1383)
- Demetrio I Cantacuzeno (1383)

### Dinastia dei Paleologi (1383-1460)
- Teodoro I Paleologo (1383–1407)
- Teodoro II Paleologo (1407–1443)
- Costantino XI Paleologo (1428–1449): nel 1449 divenne Basileus dei Romei a Costantinopoli. Il potere venne condiviso dai suoi due fratelli:
  - Tommaso I Paleologo (1428–1460)
  - Demetrio II Paleologo (1449–1460)

### Rivendicazioni
A seguito della conquista ottomana, il titolo di despota continuò ad essere rivendicato da Tommaso I e da suo figlio Andrea in esilio:
- Tommaso I Paleologo (1460–1465)
- Andrea Paleologo (1465–1502)

Alla morte di Andrea nel 1502, il titolo fu reclamato dall'esule albanese Costantino Arianiti Comneno.